# Élections municipales de 2017 dans la région de Montréal
Les élections municipales québécoises de 2017 se déroulent le 5 novembre 2017. Elles permettent d'élire les maires et les conseillers de chacune des municipalités locales du Québec, ainsi que les préfets de quelques municipalités régionales de comté.

## Montréal

### Baie-D'Urfé
| Partis                         | Partis                  | Candidats pour la mairie | Vote | %     |
| ------------------------------ | ----------------------- | ------------------------ | ---- | ----- |
|                                | Équipe Baie-D'Urfé Team | Maria Tutino (Sortante)  | 993  | 56,97 |
|                                | Indépendant             | Alex Habrich             | 411  | 23,58 |
|                                | Indépendant             | Peter Fletcher           | 339  | 19,45 |
| Taux de participation : 61,2 % |                         |                          |      |       |

| Partis | Partis                  | Candidats conseillers #1   | Vote     | %     |
| ------ | ----------------------- | -------------------------- | -------- | ----- |
|        | Équipe Baie-D'Urfé Team | Lynda Phelps (‘’Sortant’’) | 1 061’’' | 62,27 |
|        | Indépendant             | Gerald L. Dionne           | 643      | 37,73 |

| Partis | Partis                  | Candidats conseillers #2    | Vote | %     |
| ------ | ----------------------- | --------------------------- | ---- | ----- |
|        | Équipe Baie-D'Urfé Team | Wanda Lowensteyn            | 898  | 52,12 |
|        | Indépendant             | Brian Manning (‘’Sortant’’) | 825  | 47,88 |

| Partis | Partis                  | Candidats conseillers #3 | Vote  | %     |
| ------ | ----------------------- | ------------------------ | ----- | ----- |
|        | Équipe Baie-D'Urfé Team | Janet Ryan (Sortant)     | 1 060 | 62,24 |
|        | Indépendant             | Giovanni Farinacci       | 643   | 37,76 |

| Partis | Partis       | Candidats conseillers #4   | Vote | %     |
| ------ | ------------ | -------------------------- | ---- | ----- |
|        | Indépendant  | Michel Beauchamp (Sortant) | 944  | 55,99 |
|        | Indépendante | Josie Caruso               | 449  | 26,63 |
|        | Indépendant  | Adrian Popa Rosu           | 234  | 13,88 |
|        | Indépendant  | Brendan Westle Caya        | 59   | 3,50  |

| Partis | Partis                  | Candidats conseillers #5 | Vote | %     |
| ------ | ----------------------- | ------------------------ | ---- | ----- |
|        | Équipe Baie-D'Urfé Team | Andrea Gilpin            | 698  | 40,61 |
|        | Indépendante            | Isabelle Bisson          | 592  | 34,44 |
|        | Indépendante            | Amy-Rose Timmons         | 283  | 16,46 |
|        | Indépendant             | Ross Cattrell            | 146  | 8,49  |

| Partis | Partis                  | Candidats conseillers #6 | Vote | %     |
| ------ | ----------------------- | ------------------------ | ---- | ----- |
|        | Équipe Baie-D'Urfé Team | Kevin M. Doherty         | 958  | 56,29 |
|        | Indépendant             | Philipp Schumacher       | 499  | 29,32 |
|        | Indépendant             | Andrew Belcher           | 245  | 14,39 |

- Élection partielle au poste de conseiller #4 le 2 juin 2019[1].
  - Organisée en raison de la démission du conseiller Michel Beauchamp pour des raisons de santé le 28 janvier 2019[2].
  - Élection de Heidi Ektvedt au poste de conseillère[3].

| Candidats conseillers #4        | Vote | %     |
| ------------------------------- | ---- | ----- |
| Heidi Ektedt                    | 279  | 37,35 |
| John Hachey                     | 249  | 33,33 |
| Betsy Benoit Williamson         | 159  | 21,29 |
| Josie Caruso                    | 30   | 4,03  |
| Adrian Popa Rosu                | 27   | 3,61  |
| Participation : 747 / 2884      |      |       |
| Taux de participation : 25,90 % |      |       |
| Bulletins rejetés : 3           |      |       |

- Démission de la mairesse Maria Tutino le 9 novembre 2020 pour des motifs familiaux[4].
- Nomination de la conseillère Heidi Ektvedt au poste de mairesse en novembre 2020[5].

| Candidats pour la mairie                  | Vote                       | %                          |
| ----------------------------------------- | -------------------------- | -------------------------- |
| Heidi Ektvedt (Sortante d'un autre poste) | Nomination sans opposition | Nomination sans opposition |

### Beaconsfield
| Candidats pour la mairie       | Vote  | %     |
| ------------------------------ | ----- | ----- |
| Georges Bourelle (Sortant)     | 4 099 | 63,81 |
| James Bonnell                  | 2 325 | 36,19 |
| Taux de participation : 45,7 % |       |       |

| Candidats district #1     | Vote | %     |
| ------------------------- | ---- | ----- |
| Dominique Godin           | 803  | 66,04 |
| David Pelletier (Sortant) | 344  | 28,29 |
| Karl-Heinz Legler         | 69   | 5,67  |

| Candidats district #2    | Vote            | %               |
| ------------------------ | --------------- | --------------- |
| Karen Messier (Sortante) | Sans opposition | Sans opposition |

| Candidats district #3 | Vote | %     |
| --------------------- | ---- | ----- |
| Rob Mercuri           | 769  | 74,73 |
| Gilles Perron         | 260  | 25,27 |

| Candidats district #4   | Vote | %     |
| ----------------------- | ---- | ----- |
| David Newell            | 552  | 56,79 |
| Pierre Demers (Sortant) | 420  | 43,21 |

| Candidats district #5 | Vote | %     |
| --------------------- | ---- | ----- |
| Roger Moss (Sortant)  | 870  | 82,31 |
| Terri Valentine       | 187  | 17,69 |

| Candidats conseiller #6 | Vote | %     |
| ----------------------- | ---- | ----- |
| Al Gardner              | 559  | 51,28 |
| Rhonda Massad           | 531  | 48,71 |

- Décès du conseiller Al Gardner (district #6) le 25 août 2020 après 29 années à siéger au conseil municipal[6].

### Côte-Saint-Luc
| Candidats pour la mairie       | Vote  | %     |
| ------------------------------ | ----- | ----- |
| Mitchell Brownstein (Sortant)  | 5 605 | 57,80 |
| Robert Libman                  | 4 092 | 42,20 |
| Taux de participation : 43,9 % |       |       |

| Candidats district #1   | Vote | %     |
| ----------------------- | ---- | ----- |
| Oren Sebag              | 590  | 51,94 |
| Sam Goldbloom (Sortant) | 546  | 48,06 |

| Candidats district #2 | Vote  | %     |
| --------------------- | ----- | ----- |
| Mike Cohen (Sortant)  | 1 008 | 81,69 |
| Mélodie Cohn          | 226   | 18,31 |

| Candidats district #3 | Vote            | %               |
| --------------------- | --------------- | --------------- |
| Dida Berku (Sortante) | Sans opposition | Sans opposition |

| Candidats district #4    | Vote | %     |
| ------------------------ | ---- | ----- |
| Steven Erdelyi (Sortant) | 749  | 71,13 |
| Eric Banon               | 304  | 28,87 |

| Candidats district #5     | Vote | %     |
| ------------------------- | ---- | ----- |
| Mitch Kujavsky            | 837  | 55,80 |
| Allan J. Levine (Sortant) | 502  | 33,47 |
| Armand Essiminy           | 161  | 10,73 |

| Candidats district #6     | Vote | %     |
| ------------------------- | ---- | ----- |
| David Tordjman            | 731  | 56,14 |
| Glenn J. Nashen (Sortant) | 571  | 43,86 |

| Candidats district #7    | Vote | %     |
| ------------------------ | ---- | ----- |
| Sidney Benizri (Sortant) | 919  | 79,98 |
| Matitya Serero Loran     | 230  | 20,02 |

| Candidats district #8 | Vote | %     |
| --------------------- | ---- | ----- |
| Ruth Kovac (Sortante) | 834  | 66,93 |
| Monique Assouline     | 412  | 33,07 |

- Élection partielle au poste de conseiller du district #8 le 13 mars 2020[7].
  - Organisée en raison du décès de la conseillère Ruth Kovac (district #8) le 1er octobre 2019 après 29 années à siéger au conseil municipal[8].
  - Élection reportée en raison de la pandémie de COVID-19[7].

### Dollard-Des Ormeaux
| Candidats pour la mairie                  | Vote  | %     |
| ----------------------------------------- | ----- | ----- |
| Alex Bottausci (Sortant d'un autre poste) | 6 282 | 50,06 |
| Edward Janiszewski (Sortant)              | 5 226 | 41,64 |
| Raman Chopra                              | 544   | 4,34  |
| Isabel Maicas                             | 497   | 3,96  |
| Taux de participation : 35,1 %            |       |       |

| Candidats district #1 | Vote  | %     |
| --------------------- | ----- | ----- |
| Laurence Parent       | 1 209 | 69,24 |
| Zoe Bayouk (Sortante) | 537   | 30,76 |

| Candidats district #2   | Vote            | %               |
| ----------------------- | --------------- | --------------- |
| Errol Johnson (Sortant) | Sans opposition | Sans opposition |

| Candidats district #3        | Vote  | %     |
| ---------------------------- | ----- | ----- |
| Mickey Max Guttman (Sortant) | 1 086 | 80,80 |
| Shama Chopra                 | 258   | 19,20 |

| Candidats district #4        | Vote | %     |
| ---------------------------- | ---- | ----- |
| Herbert Brownstein (Sortant) | 895  | 47,15 |
| Jamie Benizri                | 735  | 38,72 |
| Catherine Thomas             | 268  | 14,12 |

| Candidats district #5   | Vote | %     |
| ----------------------- | ---- | ----- |
| Morris Vesely (Sortant) | 764  | 49,04 |
| Simon Sadeh             | 445  | 28,56 |
| Robert Wiseman          | 349  | 22,40 |

| Candidats district #6   | Vote | %     |
| ----------------------- | ---- | ----- |
| Valérie Assouline       | 869  | 53,18 |
| Peter Prassas (Sortant) | 765  | 46,82 |

| Candidats district #7 | Vote | %     |
| --------------------- | ---- | ----- |
| Pulkit Kantawala      | 664  | 46,24 |
| Ryan Brownstein       | 636  | 44,29 |
| Salomon Sam Gabbay    | 136  | 9,47  |

| Candidats district #8      | Vote | %     |
| -------------------------- | ---- | ----- |
| Colette Gauthier (Sortant) | 844  | 57,81 |
| Byron LeBlanc              | 413  | 28,29 |
| Bill Pagonis               | 203  | 13,90 |

### Dorval
| Partis                         | Partis        | Candidats pour la mairie | Vote  | %     |
| ------------------------------ | ------------- | ------------------------ | ----- | ----- |
|                                | Action Dorval | Edgar Rouleau (Sortant)  | 3 750 | 71,23 |
|                                | Indépendant   | Giovanni Baruffa         | 592   | 11,24 |
|                                | Indépendant   | Marc Barrette            | 335   | 6,36  |
|                                | Indépendant   | Michel Fontaine          | 310   | 5,89  |
|                                | Indépendant   | Mario Mammone            | 278   | 5,28  |
| Taux de participation : 37,1 % |               |                          |       |       |

| Partis | Partis        | Candidats district Désiré-Girouard (1) | Vote | %     |
| ------ | ------------- | -------------------------------------- | ---- | ----- |
|        | Indépendant   | Paul Trudeau                           | 357  | 35,88 |
|        | Action Dorval | Claude Valiquet (Sortant)              | 312  | 31,36 |
|        | Indépendant   | Michelle (Mike) Nizzola                | 232  | 23,32 |
|        | Indépendant   | Robert Longtin                         | 94   | 9,45  |

| Partis | Partis        | Candidats district La Présentation (2) | Vote | %     |
| ------ | ------------- | -------------------------------------- | ---- | ----- |
|        | Action Dorval | Michel Hébert (Sortant)                | 451  | 52,66 |
|        | Indépendant   | Pascal Brault                          | 407  | 47,44 |

| Partis | Partis        | Candidats district Fénelon (3) | Vote | %     |
| ------ | ------------- | ------------------------------ | ---- | ----- |
|        | Action Dorval | Robert (Bob) Le Sage           | 297  | 38,52 |
|        | Indépendant   | Daniel Da Chao (Sortant)       | 292  | 37,87 |
|        | Indépendant   | Claudio Dilorenzo              | 182  | 23,61 |

| Partis | Partis        | Candidats district Pine Beach (4) | Vote | %     |
| ------ | ------------- | --------------------------------- | ---- | ----- |
|        | Action Dorval | Marc Doret (Sortant)              | 612  | 76,69 |
|        | Indépendant   | Gary Hastings                     | 186  | 23,31 |

| Partis | Partis      | Candidats district Strathmore (5) | Vote | %     |
| ------ | ----------- | --------------------------------- | ---- | ----- |
|        | Indépendant | Christopher Von Roretz (Sortant)  | 787  | 90,77 |
|        | Indépendant | Antonella Rosa Mendicino          | 80   | 9,23  |

| Partis | Partis        | Candidats district Surrey (6) | Vote | %     |
| ------ | ------------- | ----------------------------- | ---- | ----- |
|        | Action Dorval | Margot Heron (Sortante)       | 531  | 52,68 |
|        | Indépendant   | Jean-François Leroux          | 389  | 38,59 |
|        | Indépendant   | Murray Levine                 | 88   | 8,73  |

### Hampstead
| Candidats pour la mairie    | Vote            | %               |
| --------------------------- | --------------- | --------------- |
| William Steinberg (Sortant) | Sans opposition | Sans opposition |

| Candidats conseiller #1 | Vote | %     |
| ----------------------- | ---- | ----- |
| Cheryl Weigensberg      | 762  | 55,95 |
| Ashley Langburt         | 600  | 44,05 |

| Candidats conseiller #2 | Vote            | %               |
| ----------------------- | --------------- | --------------- |
| Jack Edery (Sortant)    | Sans opposition | Sans opposition |

| Candidats conseiller #3 | Vote | %     |
| ----------------------- | ---- | ----- |
| Leon Elfassy (Sortant)  | 872  | 62,46 |
| Howard Wallace          | 524  | 37,54 |

| Candidats conseiller #4   | Vote            | %               |
| ------------------------- | --------------- | --------------- |
| Michael Goldwax (Sortant) | Sans opposition | Sans opposition |

| Candidats conseiller #5  | Vote            | %               |
| ------------------------ | --------------- | --------------- |
| Warren Budning (Sortant) | Sans opposition | Sans opposition |

| Candidats conseiller #6  | Vote            | %               |
| ------------------------ | --------------- | --------------- |
| Harvey Shaffer (Sortant) | Sans opposition | Sans opposition |

### Kirkland
| Candidats pour la mairie | Vote            | %               |
| ------------------------ | --------------- | --------------- |
| Michel Gibson (Sortant)  | Sans opposition | Sans opposition |

| Candidats district Timberlea (1) | Vote            | %               |
| -------------------------------- | --------------- | --------------- |
| Michael Brown (Sortant)          | Sans opposition | Sans opposition |

| Candidats district Holleufer (2) | Vote            | %               |
| -------------------------------- | --------------- | --------------- |
| Luciano Piciacchia (Sortant)     | Sans opposition | Sans opposition |

| Candidats district Brunswick (3) | Vote | %     |
| -------------------------------- | ---- | ----- |
| Samuel (Sam) Rother              | 331  | 40,22 |
| Mark Bouchard                    | 288  | 34,99 |
| Diane Heaganton                  | 204  | 24,79 |

| Candidats district Lacey-Green Ouest (4) | Vote | %     |
| ---------------------------------------- | ---- | ----- |
| Domenico Zito (Sortant)                  | 475  | 74,10 |
| Ian Tkach                                | 166  | 25,90 |

| Candidats district Lacey-Green Est (5) | Vote | %     |
| -------------------------------------- | ---- | ----- |
| Stephen Bouchard                       | 274  | 34,55 |
| Cherine Cheftechi                      | 206  | 25,98 |
| Spencer Haywood                        | 126  | 15,89 |
| Steven Chyzenski                       | 110  | 13,87 |
| John Hannan                            | 72   | 9,08  |
| Andrea Katz                            | 5    | 0,63  |

| Candidats district Canvin (6) | Vote            | %               |
| ----------------------------- | --------------- | --------------- |
| John Morson (Sortant)         | Sans opposition | Sans opposition |

| Candidats district Saint-Charles (7) | Vote            | %               |
| ------------------------------------ | --------------- | --------------- |
| Paul Dufort (Sortant)                | Sans opposition | Sans opposition |

| Candidats district Summerhill (8) | Vote | %     |
| --------------------------------- | ---- | ----- |
| André Allard (Sortant)            | 418  | 55,36 |
| Karen Cliffe                      | 337  | 44,64 |

### L'Île-Dorval
| Candidats pour la mairie   | Vote            | %               |
| -------------------------- | --------------- | --------------- |
| Gisèle Chapleau (Sortante) | Sans opposition | Sans opposition |

| Candidats conseiller #1            | Vote            | %               |
| ---------------------------------- | --------------- | --------------- |
| André-Philippe Pelletier (Sortant) | Sans opposition | Sans opposition |

| Candidats conseiller #2  | Vote            | %               |
| ------------------------ | --------------- | --------------- |
| Andrew Kabbash (Sortant) | Sans opposition | Sans opposition |

| Candidats conseiller #3 | Vote            | %               |
| ----------------------- | --------------- | --------------- |
| Michael Hayes (Sortant) | Sans opposition | Sans opposition |

| Candidats conseiller #4 | Vote            | %               |
| ----------------------- | --------------- | --------------- |
| Nicolas Steinmetz       | Sans opposition | Sans opposition |

| Candidats conseiller #5 | Vote            | %               |
| ----------------------- | --------------- | --------------- |
| Carolyn Bourke          | Sans opposition | Sans opposition |

| Candidats conseiller #6 | Vote            | %               |
| ----------------------- | --------------- | --------------- |
| Huw Griffiths           | Sans opposition | Sans opposition |

### Mont-Royal
| Partis | Partis            | Candidats pour la mairie | Vote            | %               |
| ------ | ----------------- | ------------------------ | --------------- | --------------- |
|        | Action Mont-Royal | Philippe Roy (Sortant)   | Sans opposition | Sans opposition |

| Partis | Partis            | Candidats district #1   | Vote | %     |
| ------ | ----------------- | ----------------------- | ---- | ----- |
|        | Action Mont-Royal | Joseph Daoura (Sortant) | 409  | 60,41 |
|        | Indépendant       | Barbara Lapointe        | 268  | 39,59 |

| Partis | Partis            | Candidats district #2       | Vote | %     |
| ------ | ----------------- | --------------------------- | ---- | ----- |
|        | Action Mont-Royal | Minh-Diem Le Thi (Sortante) | 456  | 68,57 |
|        | Indépendant       | Marc Debargis               | 209  | 31,43 |

| Partis | Partis            | Candidats district #3   | Vote | %     |
| ------ | ----------------- | ----------------------- | ---- | ----- |
|        | Action Mont-Royal | Erin Kennedy (Sortante) | 374  | 58,07 |
|        | Indépendant       | Claude Demers           | 270  | 41,93 |

| Partis | Partis            | Candidats district #4 | Vote | %     |
| ------ | ----------------- | --------------------- | ---- | ----- |
|        | Action Mont-Royal | John Miller (Sortant) | 380  | 53,75 |
|        | Indépendant       | Frédéric Lévesque     | 327  | 46,25 |

| Partis | Partis            | Candidats district #5        | Vote | %     |
| ------ | ----------------- | ---------------------------- | ---- | ----- |
|        | Action Mont-Royal | Michelle Setlakwe (Sortante) | 428  | 61,32 |
|        | Indépendant       | Sarah Morgan                 | 270  | 38,68 |

| Partis | Partis            | Candidats district #6   | Vote | %     |
| ------ | ----------------- | ----------------------- | ---- | ----- |
|        | Indépendant       | Jonathan Lang           | 436  | 60,39 |
|        | Action Mont-Royal | Daniel Robert (Sortant) | 286  | 39,61 |

### Montréal
| Parti                             | Parti                              | Candidats                         | Voix      | %     |
| --------------------------------- | ---------------------------------- | --------------------------------- | --------- | ----- |
|                                   | Projet Montréal                    | Valérie Plante                    | 243 242   | 51,36 |
|                                   | Équipe Denis Coderre pour Montréal | Denis Coderre (Sortant)           | 216 104   | 45,63 |
|                                   | Coalition Montréal                 | Jean Fortier                      | 6 153     | 1,30  |
|                                   | Indépendant                        | Bernard Gurberg                   | 2 141     | 0,45  |
|                                   | Indépendant                        | Gilbert Thibodeau                 | 1 671     | 0,35  |
|                                   | Indépendant                        | Fabrice Ntompa Ilunga             | 1 611     | 0,34  |
|                                   | Indépendant                        | Philippe Tessier                  | 1 453     | 0,31  |
|                                   | Indépendant                        | Tyler Lemco                       | 1 258     | 0,27  |
|                                   |                                    |                                   |           |       |
| Votes valides                     | Votes valides                      | Votes valides                     | 473 633   | 97,59 |
| Bulletins rejetés                 | Bulletins rejetés                  | Bulletins rejetés                 | 11 712    | 2,41  |
| Total                             | Total                              | Total                             | 485 345   | 100   |
| Abstention                        | Abstention                         | Abstention                        | 657 603   | 57,54 |
| Nombre d'inscrits / participation | Nombre d'inscrits / participation  | Nombre d'inscrits / participation | 1 142 948 | 42,46 |

| Parti | Parti                              | Candidats | Voix    | %     | Sièges |
| ----- | ---------------------------------- | --------- | ------- | ----- | ------ |
|       | Projet Montréal                    | 65        | 445 278 | 49,51 | 33     |
|       | Équipe Denis Coderre pour Montréal | 65        | 382 389 | 42,51 | 25     |
|       | Équipe Barbe Team                  | 3         | 20 127  | 2,24  | 3      |
|       | Vrai changement pour Montréal      | 10        | 14 882  | 1,65  | 0      |
|       | Équipe Anjou                       | 2         | 13 970  | 1,55  | 2      |
|       | Coalition Montréal                 | 16        | 8852    | 0,98  | 1      |
|       | Équipe Dauphin Lachine             | 2         | 6 584   | 0,73  | 0      |
|       | Plateau sans frontières            | 2         | 421     | 0,05  | 0      |
|       | Indépendants                       | 16        | 6957    | 0,77  | 0      |
| Total | Total                              | Total     | 899 460 | 100%  | 64     |

### Montréal-Est
| Partis                         | Partis              | Candidats pour la mairie   | Vote | %     |
| ------------------------------ | ------------------- | -------------------------- | ---- | ----- |
|                                | Équipe Coutu        | Robert Coutu (Sortant)     | 927  | 61,64 |
|                                | L'Équipe du citoyen | Jonathan Dauphinais-Fortin | 577  | 38,36 |
| Taux de participation : 53,3 % |                     |                            |      |       |

| Partis | Partis              | Candidats district #1           | Vote | %     |
| ------ | ------------------- | ------------------------------- | ---- | ----- |
|        | Équipe Coutu        | Françoise Lachapelle (Sortante) | 148  | 58,73 |
|        | Indépendant         | Carole Cadieux                  | 57   | 22,62 |
|        | L'Équipe du citoyen | Réjean Major                    | 47   | 18,65 |

| Partis | Partis              | Candidats district #2 | Vote | %     |
| ------ | ------------------- | --------------------- | ---- | ----- |
|        | L'Équipe du citoyen | Yan Major             | 174  | 66,16 |
|        | Équipe Coutu        | Robert Schloesser     | 89   | 33,84 |

| Partis | Partis              | Candidats district #3        | Vote | %     |
| ------ | ------------------- | ---------------------------- | ---- | ----- |
|        | Équipe Coutu        | Claude Marcoux               | 76   | 44,97 |
|        | L'Équipe du citoyen | Sylvie Dauphinais (Sortante) | 75   | 44,38 |
|        | Indépendant         | Daniel Hamel                 | 18   | 10,65 |

| Partis | Partis              | Candidats district #4 | Vote | %     |
| ------ | ------------------- | --------------------- | ---- | ----- |
|        | Équipe Coutu        | John Judd (Sortante)  | 189  | 58,15 |
|        | L'Équipe du citoyen | Mario Bordeleau       | 136  | 41,85 |

| Partis | Partis       | Candidats district #5    | Vote | %     |
| ------ | ------------ | ------------------------ | ---- | ----- |
|        | Indépendant  | Michel Bélisle (Sortant) | 149  | 51,20 |
|        | Équipe Coutu | Mario Prata              | 142  | 48,80 |

| Partis | Partis       | Candidats district #6      | Vote | %     |
| ------ | ------------ | -------------------------- | ---- | ----- |
|        | Équipe Coutu | Anne St-Laurent (Sortante) | 157  | 72,02 |
|        | Indépendant  | Marc Raymond               | 61   | 27,98 |

- Élection partielle au poste de conseiller #1 le 15 décembre 2019[13]
  - Élection organisée à la suite du décès de la conseillère Françoise Lachapelle.
  - Alain Dion devient conseiller #1[13]

| Partis                      | Partis      | Candidats district #1 | Vote | %     |
| --------------------------- | ----------- | --------------------- | ---- | ----- |
|                             | Indépendant | Alain Dion            | 73   | 48,34 |
|                             | Indépendant | Nathalie Lachapelle   | 59   | 39,07 |
|                             | Indépendant | Marc Raymond          | 17   | 11,26 |
|                             | Indépendant | Christelle Tremblay   | 2    | 1,32  |
| Taux de participation : 25% |             |                       |      |       |

### Montréal-Ouest
| Candidats pour la mairie       | Vote  | %     |
| ------------------------------ | ----- | ----- |
| Beny Masella (Sortant)         | 1 285 | 67,63 |
| Norbert Bedoucha               | 615   | 32,37 |
| Taux de participation : 51,3 % |       |       |

| Candidats conseiller #1 | Vote | %     |
| ----------------------- | ---- | ----- |
| Dino Mazzone            | 963  | 51,06 |
| Laura Cousineau         | 923  | 49,94 |

| Candidats conseiller #2   | Vote  | %     |
| ------------------------- | ----- | ----- |
| Elizabeth Ulin (Sortante) | 1 067 | 57,06 |
| Ann McLaughlin            | 803   | 42,94 |

| Candidats conseiller #3   | Vote  | %     |
| ------------------------- | ----- | ----- |
| Colleen Feeney (Sortante) | 1 401 | 75,00 |
| Louise Chenevert          | 467   | 25,00 |

| Candidats conseiller #4 | Vote  | %     |
| ----------------------- | ----- | ----- |
| Maria Torres (Sortante) | 1 157 | 62,04 |
| Sharon McCarry          | 708   | 37,96 |

### Pointe-Claire
| Candidats pour la mairie                 | Vote  | %     |
| ---------------------------------------- | ----- | ----- |
| John Belvedere                           | 6 266 | 60,07 |
| Aldo Iermieri (Sortant d'un autre poste) | 3 125 | 29,95 |
| Timothy Lloyd Thomas                     | 827   | 7,93  |
| Teodor Daiev                             | 214   | 2,05  |
| Taux de participation : 44,1 %           |       |       |

| Candidats district Cedar/LeVillage (1) | Vote  | %     |
| -------------------------------------- | ----- | ----- |
| Claude Cousineau (Sortant)             | 1 072 | 71,42 |
| Michael D'Arrisso                      | 429   | 28,58 |

| Candidats district Lakeside (2) | Vote | %     |
| ------------------------------- | ---- | ----- |
| Paul Bissonnette (Sortant)      | 734  | 55,95 |
| Eklas Bichai                    | 293  | 22,33 |
| Stephen Cascioli                | 285  | 21,72 |

| Candidats district Valois (3)    | Vote            | %               |
| -------------------------------- | --------------- | --------------- |
| Kelly Thorstad-Cullen (Sortante) | Sans opposition | Sans opposition |

| Candidats district Cedar Park Heights (4) | Vote | %     |
| ----------------------------------------- | ---- | ----- |
| Tara Stainforth                           | 380  | 25,00 |
| Andrew Swidzinski                         | 362  | 23,82 |
| Steve Naday                               | 283  | 18,62 |
| Ronald Francis                            | 262  | 17,24 |
| Ossama Guindi                             | 233  | 15,33 |

| Candidats district Lakeside Heights (5) | Vote | %     |
| --------------------------------------- | ---- | ----- |
| Cynthia Homan (Sortante)                | 782  | 63,94 |
| Amanda Roberts                          | 441  | 36,06 |

| Candidats district Seigniory (6) | Vote | %    |
| -------------------------------- | ---- | ---- |
| David Webb                       | 741  | 61,8 |
| Patrick Marsolais                | 458  | 38,2 |

| Candidats district Northview (7) | Vote | %     |
| -------------------------------- | ---- | ----- |
| Eric Stork                       | 710  | 52,99 |
| Eric Trudeau                     | 630  | 47,01 |

| Candidats district Oneida (8)  | Vote | %     |
| ------------------------------ | ---- | ----- |
| Brent Cowan                    | 543  | 52,51 |
| Jack (John) Beaumont (Sortant) | 491  | 47,49 |

### Sainte-Anne-de-Bellevue
| Candidats pour la mairie       | Vote  | %     |
| ------------------------------ | ----- | ----- |
| Paola Hawa (Sortante)          | 1 063 | 53,63 |
| Lucia LaRose                   | 919   | 46,37 |
| Taux de participation : 53,2 % |       |       |

| Candidats district #1     | Vote | %     |
| ------------------------- | ---- | ----- |
| Dana Chevalier (Sortante) | 149  | 54,58 |
| Monique Dallaire          | 124  | 45,42 |

| Candidats district #2 | Vote | %     |
| --------------------- | ---- | ----- |
| Ryan Young (Sortant)  | 210  | 51,60 |
| Chantal Gauthier      | 188  | 46,19 |
| Corey Kling           | 9    | 2,21  |

| Candidats district #3    | Vote            | %               |
| ------------------------ | --------------- | --------------- |
| Francis Juneau (Sortant) | Sans opposition | Sans opposition |

| Candidats district #4 | Vote | %     |
| --------------------- | ---- | ----- |
| Tom Broad             | 146  | 52,90 |
| Stephan Wintemute     | 130  | 47,10 |

| Candidats district #5  | Vote | %     |
| ---------------------- | ---- | ----- |
| Yvan Labelle (Sortant) | 217  | 56,22 |
| Johanne Brun           | 118  | 30,57 |
| Eric Wilson            | 51   | 13,21 |

| Candidats district #6 | Vote | %     |
| --------------------- | ---- | ----- |
| Denis Gignac          | 205  | 63,47 |
| Luc Grenon            | 118  | 36,53 |

### Senneville
| Candidats pour la mairie                    | Vote | %     |
| ------------------------------------------- | ---- | ----- |
| Julie Brisebois (Sortante d'un autre poste) | 245  | 48,42 |
| George McLeish                              | 226  | 44,66 |
| Charles Mickie (Sortante d'un autre poste)  | 35   | 6,92  |
| Taux de participation : 69,1 %              |      |       |

| Candidats district #1    | Vote            | %               |
| ------------------------ | --------------- | --------------- |
| François Vaqué (Sortant) | Sans opposition | Sans opposition |

| Candidats district #2 | Vote            | %               |
| --------------------- | --------------- | --------------- |
| Alain Savoie          | Sans opposition | Sans opposition |

| Candidats district #3 | Vote            | %               |
| --------------------- | --------------- | --------------- |
| Christopher Jackson   | Sans opposition | Sans opposition |

| Candidats district #4      | Vote            | %               |
| -------------------------- | --------------- | --------------- |
| Michelle Jackson Trepanier | Sans opposition | Sans opposition |

| Candidats district #5  | Vote            | %               |
| ---------------------- | --------------- | --------------- |
| Dennis Dicks (Sortant) | Sans opposition | Sans opposition |

| Candidats district #6  | Vote            | %               |
| ---------------------- | --------------- | --------------- |
| Peter Csenar (Sortant) | Sans opposition | Sans opposition |

### Westmount
| Candidats pour la mairie                   | Vote  | %     |
| ------------------------------------------ | ----- | ----- |
| Christina M. Smith (Sortante)              | 3 619 | 60,07 |
| Patrick Martin (Sortant d'une autre poste) | 1 878 | 31,17 |
| Beryl Wajsman                              | 528   | 8,76  |
| Taux de participation : 42,2 %             |       |       |

| Candidats district #1 | Vote | %     |
| --------------------- | ---- | ----- |
| Anita Bostock         | 259  | 42,60 |
| Antonio D'Amico       | 255  | 41,94 |
| Kirk Polymenakos      | 94   | 15,46 |

| Candidats district #2   | Vote            | %               |
| ----------------------- | --------------- | --------------- |
| Philip Cutler (Sortant) | Sans opposition | Sans opposition |

| Candidats conseiller #3 | Vote            | %               |
| ----------------------- | --------------- | --------------- |
| Jeff Shamie             | Sans opposition | Sans opposition |

| Candidats district #4     | Vote | %     |
| ------------------------- | ---- | ----- |
| Conrad Peart              | 497  | 57,19 |
| Rosalind Davis (Sortante) | 372  | 42,81 |

| Candidats district #5 | Vote | %     |
| --------------------- | ---- | ----- |
| Marina Brzaski        | 398  | 45,12 |
| Christian Matossian   | 362  | 41,04 |
| Gabriel Felcarek      | 89   | 10,09 |
| Elaine Carsley        | 33   | 3,74  |

| Candidats district #6 | Vote | %     |
| --------------------- | ---- | ----- |
| Mary Gallery          | 597  | 75,76 |
| Joanne Wallace        | 128  | 16,24 |
| George Fourniotis     | 63   | 7,99  |

| Candidats district #7 | Vote | %     |
| --------------------- | ---- | ----- |
| Cynthia Lulham        | 424  | 54,58 |
| Johanna Stosik        | 349  | 45,15 |

| Candidats district #8 | Vote | %     |
| --------------------- | ---- | ----- |
| Katlheen Kez          | 325  | 50,23 |
| Theodora Samiotis     | 322  | 49,77 |